# Grand Prix Węgier 2012
Grand Prix Węgier 2012 (oficjalnie Formula 1 Eni Magyar Nagydij 2012) – jedenasta runda Mistrzostw Świata Formuły 1 w sezonie 2012.

## Lista startowa
Na niebieskim tle kierowcy biorący udział jedynie w piątkowych treningach
| Nr | Kierowca           | Zespół                        | Samochód          | Silnik               | Opony |
| -- | ------------------ | ----------------------------- | ----------------- | -------------------- | ----- |
| 1  | Sebastian Vettel   | Red Bull Racing               | Red Bull RB8      | Renault RS27-2012    | P     |
| 2  | Mark Webber        | Red Bull Racing               | Red Bull RB8      | Renault RS27-2012    | P     |
| 3  | Jenson Button      | Vodafone McLaren Mercedes     | McLaren MP4-27    | Mercedes-Benz FO108Y | P     |
| 4  | Lewis Hamilton     | Vodafone McLaren Mercedes     | McLaren MP4-27    | Mercedes-Benz FO108Y | P     |
| 5  | Fernando Alonso    | Scuderia Ferrari              | Ferrari F2012     | Ferrari 056          | P     |
| 6  | Felipe Massa       | Scuderia Ferrari              | Ferrari F2012     | Ferrari 056          | P     |
| 7  | Michael Schumacher | Mercedes AMG Petronas F1 Team | Mercedes F1 W03   | Mercedes-Benz FO108Y | P     |
| 8  | Nico Rosberg       | Mercedes AMG Petronas F1 Team | Mercedes F1 W03   | Mercedes-Benz FO108Y | P     |
| 9  | Kimi Räikkönen     | Lotus F1 Team                 | Lotus E20         | Renault RS27-2012    | P     |
| 10 | Romain Grosjean    | Lotus F1 Team                 | Lotus E20         | Renault RS27-2012    | P     |
| 11 | Paul di Resta      | Sahara Force India F1 Team    | Force India VJM05 | Mercedes-Benz FO108Y | P     |
| 12 | Nico Hülkenberg    | Sahara Force India F1 Team    | Force India VJM05 | Mercedes-Benz FO108Y | P     |
| 12 | Jules Bianchi      | Sahara Force India F1 Team    | Force India VJM05 | Mercedes-Benz FO108Y | P     |
| 14 | Kamui Kobayashi    | Sauber F1 Team                | Sauber C31        | Ferrari 056          | P     |
| 15 | Sergio Pérez       | Sauber F1 Team                | Sauber C31        | Ferrari 056          | P     |
| 16 | Daniel Ricciardo   | Scuderia Toro Rosso           | Toro Rosso STR7   | Ferrari 056          | P     |
| 17 | Jean-Éric Vergne   | Scuderia Toro Rosso           | Toro Rosso STR7   | Ferrari 056          | P     |
| 18 | Pastor Maldonado   | Williams F1                   | Williams FW34     | Renault RS27-2012    | P     |
| 19 | Bruno Senna        | Williams F1                   | Williams FW34     | Renault RS27-2012    | P     |
| 19 | Valtteri Bottas    | Williams F1                   | Williams FW34     | Renault RS27-2012    | P     |
| 20 | Heikki Kovalainen  | Caterham F1 Team              | Caterham CT01     | Renault RS27-2012    | P     |
| 21 | Witalij Pietrow    | Caterham F1 Team              | Caterham CT01     | Renault RS27-2012    | P     |
| 22 | Pedro de la Rosa   | HRT F1 Team                   | HRT F112          | Cosworth CA2012      | P     |
| 23 | Narain Karthikeyan | HRT F1 Team                   | HRT F112          | Cosworth CA2012      | P     |
| 23 | Dani Clos          | HRT F1 Team                   | HRT F112          | Cosworth CA2012      | P     |
| 24 | Timo Glock         | Marussia F1 Team              | Marussia MR-01    | Cosworth CA2012      | P     |
| 25 | Charles Pic        | Marussia F1 Team              | Marussia MR-01    | Cosworth CA2012      | P     |
| Nr | Kierowca           | Zespół                        | Samochód          | Silnik               | Opony |

## Wyniki

### Sesje treningowe
| Sesja | Nr | Kierowca       | Konstruktor      | Czas     | Okr. |
| ----- | -- | -------------- | ---------------- | -------- | ---- |
| 1     | 4  | Lewis Hamilton | McLaren-Mercedes | 1:22,821 | 30   |
| 2     | 4  | Lewis Hamilton | McLaren-Mercedes | 1:21,995 | 20   |
| 3     | 2  | Mark Webber    | Red Bull-Renault | 1:21,550 | 27   |

### Kwalifikacje
Źródło: Wyprzedź Mnie!
| Poz. | Nr | Kierowca           | Konstruktor          | Q1       | Q2       | Q3       | Poz. s. |
| --- | --- | ------------------ | -------------------- | -------- | -------- | -------- | ------- |
| 1 | 4 | Lewis Hamilton     | McLaren-Mercedes     | 1:21,794 | 1:21,060 | 1:20,953 | 1       |
| 2 | 10 | Romain Grosjean    | Lotus-Renault        | 1:22,755 | 1:21,657 | 1:21,366 | 2       |
| 3 | 1 | Sebastian Vettel   | Red Bull-Renault     | 1:22,948 | 1:21,407 | 1:21,416 | 3       |
| 4 | 3 | Jenson Button      | McLaren-Mercedes     | 1:22,028 | 1:21,618 | 1:21,583 | 4       |
| 5 | 9 | Kimi Räikkönen     | Lotus-Renault        | 1:22,234 | 1:21,583 | 1:21,730 | 5       |
| 6 | 5 | Fernando Alonso    | Ferrari              | 1:22,095 | 1:21,598 | 1:21,844 | 6       |
| 7 | 6 | Felipe Massa       | Ferrari              | 1:22,203 | 1:21,534 | 1:21,900 | 7       |
| 8 | 18 | Pastor Maldonado   | Williams-Renault     | 1:22,475 | 1:21,504 | 1:21,939 | 8       |
| 9 | 19 | Bruno Senna        | Williams-Renault     | 1:22,271 | 1:21,697 | 1:22,343 | 9       |
| 10 | 12 | Nico Hülkenberg    | Force India-Mercedes | 1:22,176 | 1:21,653 | 1:22,847 | 10      |
| 11 | 2 | Mark Webber        | Red Bull-Renault     | 1:22,829 | 1:21,715 | –        | 11      |
| 12 | 11 | Paul di Resta      | Force India-Mercedes | 1:21,912 | 1:21,813 | –        | 12      |
| 13 | 8 | Nico Rosberg       | Mercedes             | 1:22,079 | 1:21,895 | –        | 13      |
| 14 | 15 | Sergio Pérez       | Sauber-Ferrari       | 1:22,110 | 1:21,895 | –        | 14      |
| 15 | 14 | Kamui Kobayashi    | Sauber-Ferrari       | 1:22,801 | 1:22,300 | –        | 15      |
| 16 | 17 | Jean-Éric Vergne   | Toro Rosso-Ferrari   | 1:22,799 | 1:22,380 | –        | 16      |
| 17 | 7 | Michael Schumacher | Mercedes             | 1:22,436 | 1:22,723 | –        | PIT     |
| 18 | 16 | Daniel Ricciardo   | Toro Rosso-Ferrari   | 1:23,250 | –        | –        | 18      |
| 19 | 20 | Heikki Kovalainen  | Caterham-Renault     | 1:23,576 | –        | –        | 19      |
| 20 | 21 | Witalij Pietrow    | Caterham-Renault     | 1:24,167 | –        | –        | 20      |
| 21 | 25 | Charles Pic        | Marussia-Cosworth    | 1:25,244 | –        | –        | 21      |
| 22 | 24 | Timo Glock         | Marussia-Cosworth    | 1:25,476 | –        | –        | 22      |
| 23 | 22 | Pedro de la Rosa   | HRT-Cosworth         | 1:25,916 | –        | –        | 23      |
| 24 | 23 | Narain Karthikeyan | HRT-Cosworth         | 1:26,178 | –        | –        | 24      |
| Poz. | Nr | Kierowca           | Konstruktor          | Q1       | Q2       | Q3       | Poz. s. |
| \| Legenda \| Legenda \| \| ------------------------ \| ---------------------------------------------------------------------------------------------------------------------------------------------------------------------------------------------------------------------------------------------------------------- \| \| Poz. Nr Q1 Q2 Q3 Poz. s. \| Pozycja zajęta w sesji kwalifikacyjnej Numer startowy kierowcy Wynik uzyskany w pierwszej części kwalifikacji Wynik uzyskany w drugiej części kwalifikacji Wynik uzyskany w trzeciej części kwalifikacji Pozycja startowa po uwzględnięniu kar, przesunięć, itp. \| | |                    |                      |          |          |          |         |
| Legenda | |                    |                      |          |          |          |         |
| Poz. Nr Q1 Q2 Q3 Poz. s. | Pozycja zajęta w sesji kwalifikacyjnej Numer startowy kierowcy Wynik uzyskany w pierwszej części kwalifikacji Wynik uzyskany w drugiej części kwalifikacji Wynik uzyskany w trzeciej części kwalifikacji Pozycja startowa po uwzględnięniu kar, przesunięć, itp. |                    |                      |          |          |          |         |

### Wyścig
Źródło: Wyprzedź Mnie!
| P                 | + / –     | Nr | Kierowca           | Konstruktor          | Okr. | Czas / Strata     | Komentarz |
| ----------------- | --------- | -- | ------------------ | -------------------- | ---- | ----------------- | --------- |
| 1                 | Bez zmian | 4  | Lewis Hamilton     | McLaren-Mercedes     | 69   | 1h41m05,503       |           |
| 2                 | 3         | 9  | Kimi Räikkönen     | Lotus-Renault        | 69   | +0:01,032         |           |
| 3                 | 1         | 10 | Romain Grosjean    | Lotus-Renault        | 69   | +0:10,518         |           |
| 4                 | 1         | 1  | Sebastian Vettel   | Red Bull-Renault     | 69   | +0:11,614         |           |
| 5                 | 1         | 5  | Fernando Alonso    | Ferrari              | 69   | +0:26,653         |           |
| 6                 | 2         | 3  | Jenson Button      | McLaren-Mercedes     | 69   | +0:30,243         |           |
| 7                 | 2         | 19 | Bruno Senna        | Williams-Renault     | 69   | +0:33,899         |           |
| 8                 | 3         | 2  | Mark Webber        | Red Bull-Renault     | 69   | +0:34,458         |           |
| 9                 | 2         | 6  | Felipe Massa       | Ferrari              | 69   | +0:38,350         |           |
| 10                | 3         | 8  | Nico Rosberg       | Mercedes             | 69   | +0:51,234         |           |
| 11                | 1         | 12 | Nico Hülkenberg    | Force India-Mercedes | 69   | +0:57,283         |           |
| 12                | Bez zmian | 11 | Paul di Resta      | Force India-Mercedes | 69   | +1:02,887         |           |
| 13                | 5         | 18 | Pastor Maldonado   | Williams-Renault     | 69   | +1:03,606         | [ a ]     |
| 14                | Bez zmian | 15 | Sergio Pérez       | Sauber-Ferrari       | 69   | +1:04,494         |           |
| 15                | 3         | 16 | Daniel Ricciardo   | Toro Rosso-Ferrari   | 68   | +1 okr. (1 okr.)  |           |
| 16                | Bez zmian | 17 | Jean-Éric Vergne   | Toro Rosso-Ferrari   | 68   | +1 okr. (20,237)  |           |
| 17                | 2         | 20 | Heikki Kovalainen  | Caterham-Renault     | 68   | +1 okr. (36,014)  |           |
| 18                | 3         | 14 | Kamui Kobayashi    | Sauber-Ferrari       | 67   | hydraulika        |           |
| 19                | 1         | 21 | Witalij Pietrow    | Caterham-Renault     | 67   | +2 okr. (103,074) |           |
| 20                | 1         | 25 | Charles Pic        | Marussia-Cosworth    | 67   | +2 okr. (22,624)  |           |
| 21                | 1         | 24 | Timo Glock         | Marussia-Cosworth    | 66   | +3 okr. (1 okr.)  |           |
| 22                | 1         | 22 | Pedro de la Rosa   | HRT-Cosworth         | 66   | +3 okr. (00,465)  |           |
| Niesklasyfikowani |           |    |                    |                      |      |                   |           |
|                   |           | 23 | Narain Karthikeyan | HRT-Cosworth         | 60   | zawieszenie       |           |
|                   |           | 7  | Michael Schumacher | Mercedes             | 58   | wycofał się       | [ b ]     |
| P                 | + / –     | Nr | Kierowca           | Konstruktor          | Okr. | Czas / Strata     | Komentarz |

### Najszybsze okrążenie
Źródło: Wyprzedź Mnie!
| Nr | Kierowca         | Konstruktor | Czas     | Okr. |
| -- | ---------------- | ----------- | -------- | ---- |
| 1  | Sebastian Vettel | Red Bull    | 1:24,136 | 68   |

## Prowadzenie w wyścigu
| Nr                              | Kierowca        | Okrążenia          | Suma |
| ------------------------------- | --------------- | ------------------ | ---- |
| 4                               | Lewis Hamilton  | 1-17, 20-40, 45-69 | 61   |
| 9                               | Kimi Räikkönen  | 19-20, 40-45       | 6    |
| 10                              | Romain Grosjean | 17-19              | 2    |
| \| Wykres \| \| ------ \| \| \| |                 |                    |      |
| Wykres                          |                 |                    |      |
|                                 |                 |                    |      |

## Klasyfikacja po wyścigu

### Kierowcy
| P  | +/− | Kierowca           | Starty | Punkty | P1 | P2 | P3 | PP | NO | NS |
| -- | --- | ------------------ | ------ | ------ | -- | -- | -- | -- | -- | -- |
| 1  | 0   | Fernando Alonso    | 11     | 164    | 3  | 2  | 1  | 2  | –  | –  |
| 2  | 0   | Mark Webber        | 11     | 124    | 2  | –  | –  | 1  | –  | –  |
| 3  | 0   | Sebastian Vettel   | 11     | 122    | 1  | 1  | 1  | 3  | 3  | 1  |
| 4  | +1  | Lewis Hamilton     | 11     | 117    | 2  | –  | 3  | 3  | –  | 1  |
| 5  | −1  | Kimi Räikkönen     | 11     | 116    | –  | 3  | 2  | –  | 2  | –  |
| 6  | 0   | Nico Rosberg       | 11     | 77     | 1  | 1  | –  | 1  | 1  | –  |
| 7  | 0   | Jenson Button      | 11     | 76     | 1  | 2  | –  | –  | 1  | –  |
| 8  | 0   | Romain Grosjean    | 11     | 76     | –  | 1  | 2  | –  | 1  | 4  |
| 9  | 0   | Sergio Pérez       | 11     | 47     | –  | 1  | 1  | –  | 1  | 2  |
| 10 | 0   | Kamui Kobayashi    | 11     | 33     | –  | –  | –  | –  | 1  | 3  |
| 11 | 0   | Pastor Maldonado   | 11     | 29     | 1  | –  | –  | 1  | –  | 2  |
| 12 | 0   | Michael Schumacher | 11     | 29     | –  | –  | 1  | –  | 1  | 6  |
| 13 | 0   | Paul di Resta      | 11     | 27     | –  | –  | –  | –  | –  | 1  |
| 14 | 0   | Felipe Massa       | 11     | 25     | –  | –  | –  | –  | –  | 1  |
| 15 | +1  | Bruno Senna        | 11     | 24     | –  | –  | –  | –  | –  | 1  |
| 16 | −1  | Nico Hülkenberg    | 11     | 19     | –  | –  | –  | –  | –  | 1  |
| 17 | 0   | Jean-Éric Vergne   | 11     | 4      | –  | –  | –  | –  | –  | 1  |
| 18 | 0   | Daniel Ricciardo   | 11     | 2      | –  | –  | –  | –  | –  | 1  |
| 19 | 0   | Heikki Kovalainen  | 11     | 0      | –  | –  | –  | –  | –  | 1  |
| 20 | 0   | Witalij Pietrow    | 11     | 0      | –  | –  | –  | –  | –  | 3  |
| 21 | 0   | Timo Glock         | 10     | 0      | –  | –  | –  | –  | –  | 1  |
| 22 | 0   | Charles Pic        | 11     | 0      | –  | –  | –  | –  | –  | 3  |
| 23 | 0   | Narain Karthikeyan | 10     | 0      | –  | –  | –  | –  | –  | 3  |
| 24 | 0   | Pedro de la Rosa   | 10     | 0      | –  | –  | –  | –  | –  | 2  |
| P  | +/− | Kierowca           | Starty | Punkty | P1 | P2 | P3 | PP | NO | NS |

### Konstruktorzy
| P  | +/− | Konstruktor          | Starty | Punkty | P1 | P2 | P3 | PP | NO | NS |
| -- | --- | -------------------- | ------ | ------ | -- | -- | -- | -- | -- | -- |
| 1  | 0   | Red Bull-Renault     | 22     | 246    | 3  | 1  | 1  | 4  | 3  | 1  |
| 2  | +1  | McLaren-Mercedes     | 22     | 193    | 3  | 2  | 3  | 3  | 1  | 1  |
| 3  | +1  | Lotus-Renault        | 22     | 192    | –  | 4  | 4  | –  | 3  | 4  |
| 4  | −2  | Ferrari              | 22     | 189    | 3  | 2  | 1  | 2  | –  | 1  |
| 5  | 0   | Mercedes             | 22     | 106    | 1  | 1  | 1  | 1  | 2  | 6  |
| 6  | 0   | Sauber-Ferrari       | 22     | 80     | –  | 1  | 1  | –  | 2  | 4  |
| 7  | 0   | Williams-Renault     | 22     | 53     | 1  | –  | –  | 1  | –  | 3  |
| 8  | 0   | Force India-Mercedes | 22     | 46     | –  | –  | –  | –  | –  | 2  |
| 9  | 0   | Toro Rosso-Ferrari   | 22     | 6      | –  | –  | –  | –  | –  | 2  |
| 10 | 0   | Caterham-Renault     | 22     | 0      | –  | –  | –  | –  | –  | 4  |
| 11 | 0   | Marussia-Cosworth    | 21     | 0      | –  | –  | –  | –  | –  | 4  |
| 12 | 0   | HRT-Cosworth         | 20     | 0      | –  | –  | –  | –  | –  | 5  |
| P  | +/− | Konstruktor          | Starty | Punkty | P1 | P2 | P3 | PP | NO | NS |